# 纯爱咖啡厅
《純愛咖啡廳》（日语：パルフェ 〜ショコラ second brew〜）是由日本成人遊戲品牌戲畫於2005年3月25日發售的戀愛冒險類型成人遊戲，後來分別發售PlayStation 2版、PlayStation Vita版。2021年3月26日發售重製版《純愛咖啡廳  重製版》（パルフェリメイク），2024年7月19日發售中文版，後來分別發售PlayStation 4版、任天堂Switch版。故事以系列前作《Chocolat ～maid cafe "curio"～》的故事背景后两年为舞台，其名称“Parfait”是咖啡店里一种常见的甜点，而“second brew”则是“第二次冲泡”之意。

## 故事
游戏的主人公高村仁和他的姐姐兼嫂子杉澤惠麻、同学夏海里伽子一同经营的模仿“Curio”风格的女僕咖啡廳“Famille”因为人为纵火而付之一炬，经营者和员工们也因此各奔东西。
半年后，一座中世纪欧洲风格的市镇中心购物广场“Brick Mall”即将盛大开幕，推进委员会正在努力进行饮食店的招商活动。有一天，游戏的主人公高村仁接到了推进委员（实际为女仆咖啡屋“Curio”的总店长1代主角的父親--結城誠介）的电话，表示愿意以低廉的租金让“Famille”在“Brick Mall”里一个极好的位置复店。高村仁在感到奇怪的同时仍然受到鼓舞，决心将“Famille”在“Brick Mall”中延续下来，却意外地先后遭到了杉澤惠麻和夏海里伽子的反对。
高村仁凭借自己的力量奔走，终于得到了原先在“Famille”打工的家教学生雪乃明日香和日式糕点世家后人涼波絣的支持。打算勉强能够开张的高村仁却在开业前夜被夏海里伽子告知“Curio”将在与自己店面相对的位置开张第三号分店。仍然没有放弃并返回店里取回遗落物品的高村仁在店里意外邂逅前来面试的音大学生风美由飞，并被她甜美的歌声吸引而决定录用。
开张首日，高村仁和“Curio”三号店的领班花鸟玲爱起了冲突，并约定以两个店的销售额决胜负。“Famille”和高村仁的命运就此展开。

## 登场人物
声优一栏的的顺序为：PC版、重置版 / PS2、PSVita版。

### 主要角色
高村仁
生日：3月某日
游戏的主人公，一流高校八桥大学经济学系的大三学生。在半年前工作的“Famille”被纵火烧掉后在大学认真学习时却接到了“Brick Mall”方面的电话，决定复活“Famille”并担任店长兼厨师。办事认真待人客气，但在恋爱方面却迟钝并晚熟，常常无心说出令女孩子生气的话。有每天在阳台抽一支烟的习惯。
喜欢鸡蛋料理，并且在与鸡蛋有关的烹调方面无可匹敌，对于蛋糕原料的搅拌也很擅长，但是和鸡蛋无关的料理却做得很一般。
原姓“杉澤”，生父名为弘文（ひろふみ）、生母名为佐恵（さえ）。因为自幼失去双亲而被母亲方面的叔父叔母高村一家领养，嫡亲的哥哥杉澤一人也在三年前去世。因此而对家人的爱心非常的强烈，常因为和姐姐兼嫂子恵麻的相互照顾而惹来闲话。此外，对同学里伽子相当的依赖。
虽然作为八桥大学的学生，但因为以前成绩一般又被拿来和有学习天才的哥哥比较而造成的自卑感仍然存在。在游戏的故事情节开始前，在“Famille”被烧掉時向里伽子告白却被拒绝，从此以后在恋爱方面更为被动。实际上不擅长吸烟，每天一支烟只是在安慰恵麻而模仿爱吸烟的哥哥而形成的习惯。
風美由飛（声：高槻つばさ / 宮崎羽衣）
身高：160cm　体重：47kg　三围：88(D)/53/84　血型：B
新加入“Famille”的店员，主要负责前厅的工作。在“Famille”开业的前一天晚上突然出现在店里说是要面试，高村仁最初并没有要录用她的意思，却因为被她的歌声吸引而决定接受她。
有着明显的乐观性格和能够治愈他人的笑容，很容易与他人变得熟悉。最初和仁以“店长”“由飞君”互称，但在第一次造访仁的住处后约定改为以名字互称。
对于前厅的接待工作并不擅长，常常搞错订单或者打破餐具，但因为有其可爱的笑容笼络顾客和店员，搞得没有人能够对她生气。有一边唱着即兴创作的音樂劇风格的歌曲一边接待客人的习惯，虽然一开始被禁止，却因为受到全体客人的欢迎而渐渐成为“Famille”的招牌。
特长是弹奏钢琴，可以在不看谱的情况下弹奏许多记得的曲目。此外，手指修长，且具有惊人的握力，一旦被她用力握紧就不可能挣开。
在五年前失去双亲而被曾经的钢琴老师花鸟一家作为义女和花鸟玲爱的义姐抚养，现名“花鸟由飞”。和玲爱自作为花鸟家的钢琴门生时就关系良好，在被收养后却因为“养女被送进大学而亲女儿却出社会工作”而感到不好意思，渐渐的和玲爱疏远了。虽然没有血缘关系，但和玲爱长的很像。
原先就读于大和音乐大学的大学生，却在一年级留学，并在此后一个学分也没拿。对于这个曾经在全国竞赛上拿到第三名的她来说，是因为某种的精神伤害而造成的阴影。
花鳥玲愛（声：松永雪希 / 野川櫻）
身高：161cm　体重：45kg　三围：83(B)/52/82　血型：A
被总店派往“Curio”三号店作领班。被店员认为一个人做着2.5人份的工作，而且仿佛三号店的店长是在她手下工作一般。自从加入“Curio”起就很严格，并且对待自己比他人更严谨认真却有些死板的人。和仁在开店第一天起就常常吵架，却显得很好心的总是多管仁的闲事，给了作为对手的仁很多建议。因为工作的移动而从职工宿舍搬到了仁的住处隔壁，并在阳台上和仁偶遇。
是个有着金发的日本和法国混血儿，头发绑作双马尾（原先为直发）。和身为法国人的母亲一样几乎完全受到日本人的影响，从来没有去过法国。喜欢火锅和焙制茶，在冷的时候会穿着母亲做的棉袍。
绰号是“Cattleya”，但本人相当厌恶被这样称呼。一大弱点是不能吃药，只愿意喝口服液。此外，由于喜欢和仁发生口角而被看作是情人拌嘴，并在“Curio”店员间为是否在与仁交往而打赌。对“Curio”二号店店长结城大介（前作的主人公）很尊重。
作为由飞的义妹，由于出身钢琴世家的熏陶，原先在弹钢琴方面也有相当的水准。但是由于由飞天才般的才能，在明白了其中决定性的差距以后，从中学起便停止了钢琴的学习，并开始进行各种各样的打工，之后没有升入大学而是进入“Curio”工作。虽然十分喜欢由飞，但是由于对其钢琴天才的妒嫉而渐渐的疏远。
雪乃明日香（声：MIENO / 稻村優奈）
身高：153cm　体重：44kg　三围：92(F)/52/79
清城女子学園高中二年级的在校生，也是仁的家教学生，“Famille”中如吉祥物般存在的店员。在工作的时候叫仁“店长”，家教的时候叫仁“老师”。主要负责前厅，对待客方面熟练镇定，在仁决定复创“Famille”的时候第一个表明要回到店里。是“Famille”里年纪最小、胸部最大的店员。
有着直率而坚强的可爱性格，但又是喜欢搞恶作剧的小恶魔。作为工作勤勤恳恳的认真类型，因为看不惯由飞的行为而对她比较冷淡。成绩优秀，在原先的“Famille”解散后在学校里担任班长，工作认真负责。为了能和仁念同一所大学而努力考进八桥大学。
涼波絣（声：神月葵 / 中原麻衣）
身高：158cm　体重：44kg　三围：84(C)/51/80
“Famille”的店员，原本是法式蛋糕的实习生，但是同时也是能照顾前厅的多面手。在惠麻回到“Famille”前独自一人承担下制作法式蛋糕的工作，必要时也兼任前厅的工作。惠麻回来以后主要做她的助手。
老家是传统的日式糕点店，而且姐姐是日本点心界崭露头角的新秀，由于和姐姐才能上的差异感而离开了老家并被原先的“Famille”收纳。在努力成为西式点心工匠的事情暴露、“Famille”被烧毁后被遣送回老家，并几乎是软禁的状态。但在仁为了复店而前来找他时作了私奔的吹嘘并回到“Famille”。
是一个看起来干净整洁的成年女性，性格方面坦率又爱说笑，是个令人愉快的人。喜欢作出好像和仁有关系的样子来逗仁。非常尊敬惠麻并努力接近她，在爱说笑的表面下非常拼命的在努力。虽然已经相当优秀，但是才能的阻碍像墙一样令她苦恼。
此外，常常表现自己恋爱经验丰富，向由飞和明日香介绍自己的体验，但实际上都是吹嘘出来的。
杉澤惠麻（声：Yuki-Lin / 千葉紗子）
身高：166cm　体重：51kg　三围：91(D)/55/87
“Famille”的总店长，仁的义姐。原姓“高村”，原本是收养仁的叔父的女儿也就是表姐，和仁的哥哥一人登记结婚并改姓“杉泽”。但一人在结婚后不久就去世，所留下的咖啡馆“Famille”在仁等的支援下开业。但自从“Famille”被纵火烧掉后失去了制作糕点的热情，成为了一名保险推销员。在仁要在“Brick Mall”开店时反对将“Famille”复活，但在了解了仁的热情和困难时作为糕点师重新回到“Famille”。虽然以是仁的店而要求仁做店长，却作为总店长在暗处支持。
作为义姐弟，对仁有非常深厚的感情。一旦说起仁的事情就仿佛触动了开关一般说个不停，但在仁有关的错话和年龄的事情会激起愤怒。此外，一旦睡下就很难睡醒，常常在仁醒来后还一直在睡觉。相反，也能够一直保持醒着。
对于糕点制作的计量相当的草率，但却能作出鲜美的味道。其技术不亚于“Curio”总店的橘糕点师，但相对她更加洗练的味道，惠麻制作的糕点更加的朴素，以至于当初为“Famille”起名的时候仁提议叫做“Campagne”（乡村）。但是，对于把自己擅长的事情教给他人却十分的不擅长，对于别人做点心也不能坐视不管。对于制作新作品非常的单纯和任性，在别人都精疲力尽的时候还能继续制作蛋糕。
虽然仁的名字读作“Hitoshi”，但却被她叫做“Jin”。最初只是因为误读，但因为顽固的这么做而固定了下来。
虽然和仁的哥哥结婚，但是心里实际上喜欢的是仁。高村一家原先也将仁看作准女婿，但因为成了养子而成为了不可能的恋情。因此，在仁要陪其它女生出去的时候，即便是交情很好的女生也会被她反对。
夏海里伽子（声：浅野麻理亜 / 新谷良子）
身高：163cm　体重：48kg　三围：87(C)/53/83　生日：7月20日
和仁同时进入八桥大学就读的学生。原先“Famille”的领班，并是在“Curio”参观学习并将其概念导入的才女，也是为咖啡店设计制服并评价试制品的人。平时是对待事情认真，对人理智冷淡的人。
在仁要恢复“Famille”的时候以要找工作为理由拒绝了他，并在“Famille”要开店前注意到“Curio”三号店入驻“Brick Mall”而提出反对。但在那以后仍然成为了“Famille”经营活动的幕后策划者，并以自己的人脉支持着店里。总是被仁以赖，在一开始总是犹豫不决，但最终总是说着“真是拿你没办法啊仁”（「しょうがないなぁ、仁は」）而答应了他。
因为最初戴眼镜的时候被仁嘲笑，此后在仁面前总是摘下眼镜，但这对视力很差的她事实上相当困扰。而由于某些原因，却并不戴隐形眼镜。
事实上，里伽子是所有角色中唯一一个和半年前的火灾有直接关系的人。为了取回忘在店里的手镯的她发现了火灾，并冲进了正被烧毁的建筑保护了仁家的牌位，而代价就是左手腕神经受伤，从此不再有知觉也不能运动。正因此，她一边为咖啡店出谋划策，一边却不回到店里。在受伤之后最需要仁的支持的时候，仁却为了照顾惠麻断绝了和她的联络，从此造成了两个人之间深深的裂痕。虽然如此，她并没有向任何人透露自己的伤势，身上和心中的伤也始终没有痊愈。
川端瑞奈（声：深井晴花 / 庄子裕衣）
和玲爱一起被“Curio”总店派往三号店的副领班，是玲爱的朋友和支援角色。与玲爱对“Famille”的敌对态度相反，积极地和仁开展对话。和玲爱与仁住在同一栋公寓，房间在玲爱的隔壁，常常目击玲爱与仁吵架。
性格开朗清爽，偶尔也在言语中捉弄玲爱，但在“Curio”被说坏话的时候会罕见地发火。将经营咖啡店作为未来的目标，而在“Curio”工作正是这个目标的第一步，并为此相当的努力用功。因为在缺少便利店的农村长大的缘故，一天要去三次便利店。跑得很快，似乎原先是田径队的。老家似乎从事农业，常常送来苹果，从家里回来总是带着吃不完的蔬菜。此外会喝酒，但喝葡萄酒的话便很容易喝醉，隔夜也很难醒过来。
原先是普通角色，在PS2中成为可以被攻略的女主角。
澤崎美緒（声：无 / 齋藤桃子）
批发商“沢崎珈琲”的销售人员，和原先的“Famille”有来往，并在惠麻回归“Famille”后成为其店员。作为咖啡師新人王的人选，不仅在咖啡方面知识渊博，冲泡技术也非常高。目前能够作出口味独特的混合咖啡，而未来则以一流的咖啡师作为目标。对于咖啡的事情相当的认真，会对咖啡白痴发火。
和其他店员相比有男生一般争强好胜而又冷静的性格和语调，而实际上却有与外表相反的细致的内心。平时喜欢穿着在专科学校时的咖啡师风格的衣服，实际上是因为胸部小，如果在“Famille”穿女仆装则会显出自己的胸部是店里最小的。
有一个姐姐，但是关系不好也很少说话。
是在PS2版中新登场的人物。

### 其他角色
板橋孝明（声：リッキー力 / 立木文彦）
成田芳美（声：鮎川奈知 / 古山貴實子）
長谷川光（声：中家菜穂 / 川瀬晶子）
涼波紬（声：櫻川未央 / 伊藤亜矢子）
涼波源一郎（声：山口一樹）
桂木美鈴（声：櫻川未央 / 儀武祐子）
高村征氏（声：前中礼二）
高村御杖（声：神月葵）
杉澤一人
澤崎都（声：井ノ上奈々）
大村翠（声：松下雅 / 新谷良子）
榊原宏幸（声：一条和矢）
橘纱也加（声：川島梨乃 / 福井裕佳梨）
結城誠介（声：祭大!）

## 制作人员
- 劇本：丸戶史明 with 企畫屋
- 原畫：
- 背景美術：草薙
- 音乐：I've sound
- 影片：神月社
- 企畫/制作：戲畫

## 主题曲
片頭曲《Leaf Ticket》
作曲/编曲：C.G mix，作词/演唱：KOTOKO
片尾曲《つまんない恋》
作詞：丸戸史明/NEKO EMON，作曲/編曲：杉本バッハ，演唱：高槻つばさ

## 發行
在最初的版本发售后，2005年12月22日发售《パルフェ ～ショコラ second brew～ "Re-order"》，增加了内容为交待故事背景的三部短篇故事的《Parfait au Chocolat》。2006年6月29日在PS2版发售《パルフェ ～chocolat second style～》则增加了2名可攻略的角色并更换了声优，并将故事从18禁改为全年龄版。2007年6月29日由TGL在PC版上发售的《パルフェ ～chocolat second brew～ Standard Edition》则可以看作是PS2版的逆向移植，但声优重新换回了原先PC版的阵容。2015年2月26日TGL發售PSV版《パルフェ》。
2021年3月26日發售重製版《パルフェリメイク》，戲畫解散後改由ENTERGRAM代理發行。2021年11月25日發售PS4版和NS版，2022年7月29日發售PC全年龄版《パルフェリメイク Standard Edition》，2024年7月19日由發售HIKARI PULSE發售PC全年龄中文版《純愛咖啡廳 ～帕露菲重製版～》。